# Glifo

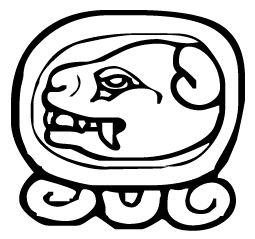
Glifo maia para o décimo dia do calendário tzolkin.

Vários glifos que representam a letra "a" minúscula.

Glifo   (do grego γλύφω transl. glýpho, significando 'eu gravo') designava a princípio qualquer signo entalhado ou pintado, a exemplo dos  glifos da  escrita maia e  dos hieróglifos egípcios.
O interesse pelos glifos ampliou-se na Europa em meados do século XIX, a partir da publicação dos livros de John Lloyd Stephens e  Frederick Catherwood, acerca da civilização maia e dos signos indecifráveis de sua escrita. Os livros foram bestsellers  na época, e os desenhos dos glifos, feitos por Catherwood, são extremamente acurados.
Em tipografia, glifo é uma figura que dá um tipo de característica particular a um símbolo específico. Um glifo é um elemento da escrita. Dois ou mais glifos que correspondam ao mesmo símbolo (i.e., caractere), se permutáveis ou dependente de contexto, são chamados alógrafos; um glifo é uma manifestação da unidade mais abstrata. Glifos também podem ser ligaduras tipográficas que são caracteres compostos ou diacríticos.

## Tipos
Os glifos agrupam-se em coleções que se designam por tipos (fontes):
- Código de Glifo: Um código numérico que indica um glifo. Frequentemente, os glifos de uma fonte são indicados por um código de glifo. Códigos de glifo são específicos para cada fonte, ou seja, cada fonte, mesmo que contenham os mesmos glifos, podem indicá-los com códigos distintos.

- Identificador de Glifo: Um código literal que indica um glifo em uma fonte. Do mesmo modo que os códigos de glifo, os indicadores são específicos para cada fonte.

- Imagem de Glifo: A imagem de um glifo impressa numa superfície.

- Métrica de Glifo: Um conjunto de propriedades que especificam o tamanho e a posição relativa a outros glifos entre outras propriedades de um glifo.